# Julio Antonio Mella
Julio Antonio Mella McPartland (L'Havana, 25 de març de 1903 – Ciutat de Mèxic, 10 de gener de 1929) va ser un periodista, dirigent estudiantil i revolucionari comunista cubà, assassinat a Ciutat de Mèxic.

## Infància i joventut
Mella va néixer a l'Havana el 25 de març de 1903, era fill del sastre dominicà Nicanor Mella Brea i de Cecilia Magdalena McPartland Diez, nascuda a Hampshire, Anglaterra. Va ser inscrit en el registre civil com Nicanor McPartland Diez, fruit de la relació extramatrimonial dels seus pares.
L'any 1915 viatjà a Nova Orleans al costat del seu germà Cecilio i la seva mare. Allí s'allistà a l'exèrcit, assegurant tenir una edat superior als 14 anys que realment tenia. Un amic del seu pare va aconseguir treure'l de l'exèrcit i va tornar-lo a Cuba, on va ingressar a l'Acadèmia Newton per cursar l'ensenyament secundari, i posteriorment va sol·licitar matrícula a l'Institut de l'Havana.
Als 17 anys decidí viatjar a Mèxic per matricular-se al Col·legi Militar de San Jacinto, amb el suport del seu pare. Viatja a l'abril de 1920, però la seva obstinació es va veure frustrada, ja que la Constitució mexicana de 1917 prohibia als estrangers servir a l'exèrcit en temps de pau.
Tornà a Cuba, i traslladà la seva matrícula a l'Institut de Segon Ensenyament de la província de Pinar del Río, on es graduà de batxiller, i es matriculà a Dret i Filosofia i Lletres a la Universitat de L'Havana En aquest centre d'estudis superiors, Julio Antonio Mella va destacar com a líder estudiantil i esportista. Va ingressar al setembre de 1921 i ja al novembre va participar en la signatura d'un manifest mitjançant el qual els estudiants de Dret s'oposaven al nomenament com a doctor honoris causa de la universitat al general nord-americà Enoch Herbert Crowder.

## Revolucionari

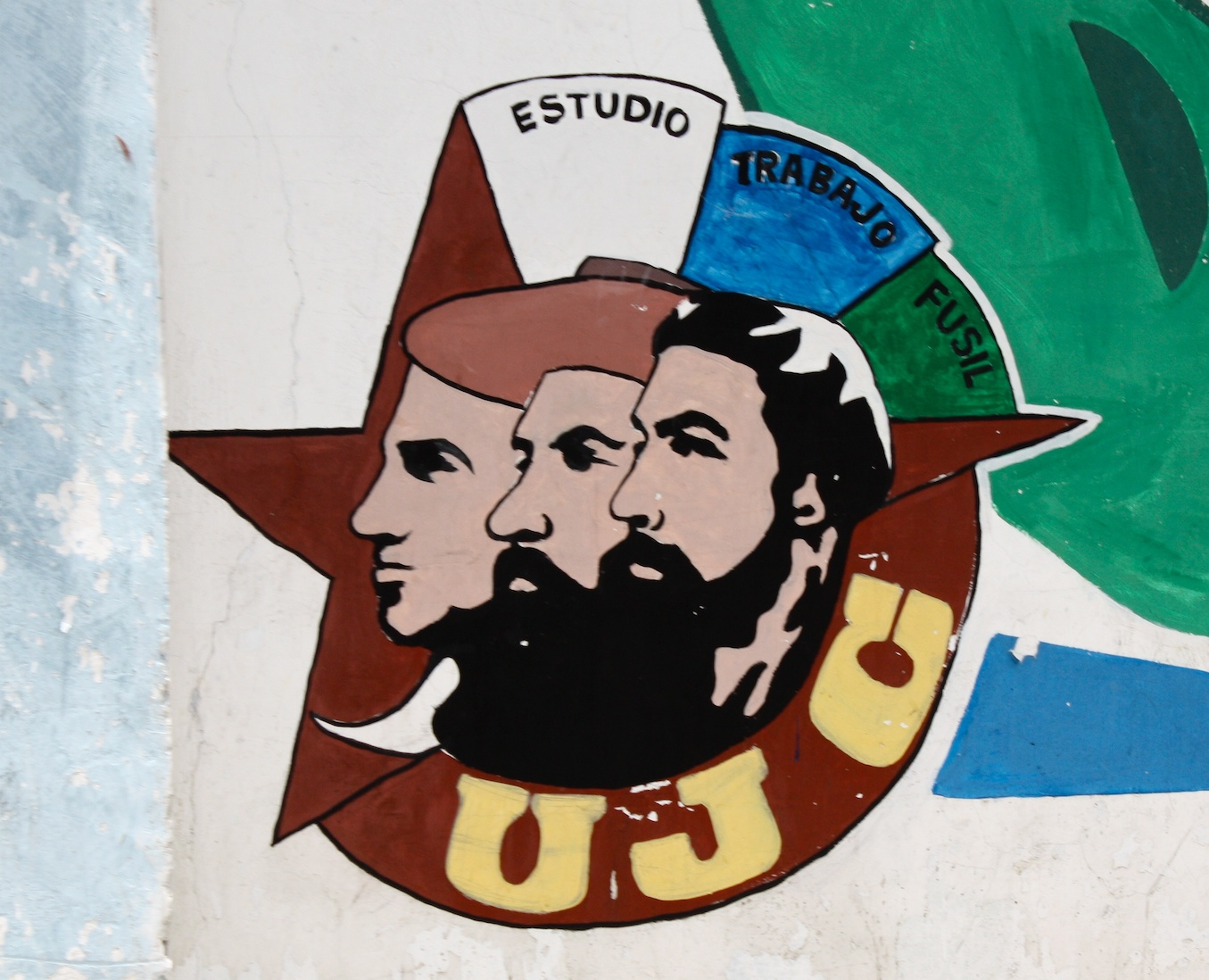
Emblema de la Unió de Joves Comunistes amb Julio Antonio Mella, Camilo Cienfuegos i Che Guevara

Va fundar la revista Alma mater, de la qual n'era administrador i un dels principals redactors. Signava els seus articles amb el pseudònim de Lord McPartland. Al desembre de 1922 es fundà la Federació Estudiantil Universitària (FEU), que va tenir com a primer president a Felio Marinello i com a secretari a Mella; a mitjans de 1923, Mella n'assumirà la presidència.
A proposta de Mella, el directori de la FEU decidí al març de 1923 celebrar el Primer Congrés Nacional d'Estudiants. Entre els més significatius acords d'aquest congrés està la creació de la Universitat Popular José Martí, inspirada en la Universitat Popular González Prada, creada per Haya de la Torre a Perú, amb l'objectiu d'estendre els coneixements universitaris als treballadors i al poble. També es va establir la Declaració de Drets i Deures de l'Estudiant, l'autor de la qual va ser Mella, on s'establia el deure els estudiants de divulgar els seus coneixements a la societat i especialment entre la classe obrera. Aquest congrés es va declarar contra la intromissió del govern dels Estats Units en els assumptes interns de Cuba i contra l'Esmena Platt.
En aquesta època va sorgir també la revista Juventud, de la qual Mella va ser-ne el primer director. La revista va començar a editar-se en la impremta dels tabaquers, on Mella va conèixer a Carlos Baliño, figura destacada de les lluites independentistes del segle xix, juntament amb José Martí, i el primer a difondre les idees socialistes a Cuba.
L'any 1924 creà la Lliga Anticlerical i ingressà a l'Agrupació Comunista de L'Havana des d'on desplegà un treball molt actiu entre el proletariat. El 1925 creà la secció cubana de la Lliga Antiimperialista de les Amèriques i va ser un dels fundadors del primer partit marxista-leninista cubà, el Partit Socialista Popular, al costat de Carlos Baliño, José Miguel Pérez i Alfonso Bernal del Riesgo (Partit Comunista Cubà Al desembre d'aquest any el detingueren, acusat de col·locar una bomba al Teatre Payret. Per aquesta acusació es declarà en vaga de fam fins que fou alliberat sota fiança.
A causa del seu activisme polític, el 1926 és expulsat de la universitat. Posteriorment s'exilià a Mèxic, on constituí l'Associació de Nous Emigrats Revolucionaris Cubans. El 1927 assistí al Congrés contra l'Opressió Colonial a Brussel·les, i posteriorment visita la Unió Soviètica com a delegat al IV Congrés Internacional Sindical Roja.
Ja llavors el govern de Gerardo Machado va ordenar a la policia secreta de vigilar les activitats de la Universitat José Martí, a la qual va qualificar de «perillós focus de propaganda comunista». Aquesta policia va pentinar els locals universitaris, requisant-ne els llibres i processant-ne els professors, en la seva gran majoria estudiants universitaris.

## Mèxic: confrontació amb la Komintern
La ruptura entre Trotski i Stalin es desenvolupà a partir de 1924. La lluita entre dos conceptes de revolució socialista —«revolució permanent» i «revolució en un sol país»— es propagà als «partits germans» del món, i a Mèxic assolirà un dels nivells més sagnants. El Partit Comunista Mexicà (PCM) és considerat per la Komintern l'eix de la ideologia soviètica a Amèrica. La línia que dictava la Ciutat de Mèxic estava destinada a influir en el subcontinent. Stalin tenia a Mèxic un comitè central ple de líders lleials, però també emergien figures perillosament atretes pel trotskisme. I és per controlar-les o suprimir-les que Vittorio Vidali —àlies «Carlos Contreras», «Enea Sormenti», «Comandant Carlos» o «José Díaz»— és enviat a Mèxic.
L'estiu de 1927, un cop obté el visat per part de l'ambaixador mexicà a Moscou, Ramón Denegri, Vidali va emprendre el llarg viatge cap a l'altre costat de l'Atlàntic, via París i Cuba. A l'illa, es va quedar uns quants dies, just el temps per entrar en contacte amb l'aparell clandestí del Partit Comunista de Cuba, delmat per les persecucions del dictador Gerardo Machado. En un article publicat a Rebelión, Celia Hart, directora del Museu Abel Santamaría, afirmà: «no dubtaria que el Partit Comunista Cubà li hagués explicat a Vidali o Contreras l'inoportú que era aquest jove per als tenebrosos plans del partit». Val a dir que les relacions entre Mella i el Partit Comunista no eren les millors.
El mateix Trotski va definir a Vidali com «un dels més cruels agents de l'OGPU a Espanya». Per a molts Vidali era el típic sicari al servei del Politburó soviètic. Palmiro Togliatti —secretari del Partit Comunista Italià durant gairebé quatre dècades— va expressar aquesta opinió: «Vidali és molt bo per disparar, però no gaire per pensar». En resum, Vidali és «l'home dels treballs bruts, l'encarregat de la logística dels crims estalinistes i d'enfangar a les víctimes. És qui va encobrir als assassins d'Andreu Nin propagant la versió d'una fugida organitzada pels nazis».
Mella no fou mai un obert partidari de Trotski, però el seu desig de derrocar Gerardo Machado a Cuba és bloquejat per Moscou contínuament: cada focus rebel a Amèrica Llatina representa un perill per a la consolidació del poder en la Unió Soviètica. Donar suport a un intent insurreccional a l'illa significa desafiar els interessos econòmics estatunidencs, i Moscou no vol que Washington consideri la Unió Soviètica una amenaça al seu «pati de darrere», segons la Doctrina Monroe. Nogensmenys, els partits comunistes, en aquesta fase històrica, treballaven per impedir revoltes armades a les seves respectives àrees d'influència.
Al IV Congrés de la Internacional Sindical, Mella coneix al comunista català Andreu Nin, qui li exposa les tesis de l'«Oposició d'Esquerra» sobre la política de «col·laboració entre les classes» impulsada per Stalin i Bukharin. Immediatament, el dirigent comunista argentí Victorio Codovilla exigeix l'expulsió de Nin. Mella comparteix la postura de Nin però no pot donar-li suport perquè s'aïllaria, ni vol fer-se còmplice de l'expulsió; així, decideix mantenir-se al marge i Codovilla emprèn una campanya contra Mella.
Quan Mella arriba a Mèxic, el PCM afrontava una profunda crisi interna. Entre 1925 i 1926 s'havia produït una ruptura entre la direcció de Xavier Guerrero, David Alfaro Siqueiros i Rafael Carrillo, i l'ala dreta del partit que buscava aliar-se amb sectors del govern de Plutarco Elías Calles, o sigui el govern que estava usant la Confederació Regional Obrera Mexicana (CROM) per controlar el moviment obrer i aixafar els moviments independents. Al V Congrés del PCM, a l'abril de 1928, Mella i el seu grup criden a reorganitzar la lluita sindical contra la CROM, però són derrotats per la direcció del partit, que els acusa d'intentar una nova dispersió de les forces obreres. Tot això succeeix en vigílies del IV Congrés de la Internacional a Moscou.

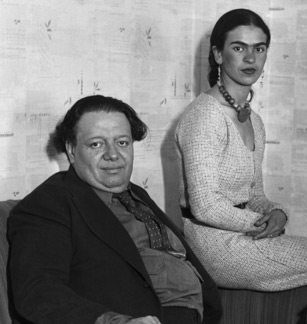
Diego Rivera i Frida Kahlo

El juliol de 1928, amb el suport de delegats obrers i camperols, Mella, al costat de Diego Rivera, guanyà la votació i els dirigents de la Internacional Comunista són obligats a permetre el naixement de la Confederació Sindical Unitària de Mèxic que s'oposaria a l'oficialista CROM, fet que desaprovava Moscou.
El setembre del 1928, la dreta del PCM demanà l'expulsió de Mella «pel crim de treballar contra la línia del partit». Donaren suport a la moció Xavier Guerrero, Rafael Carrillo i Vittorio Vidali.
Mella és destituït del comitè central i aïllat. Davant la prohibició absoluta d'organitzar una expedició a Cuba, suspèn la seva col·laboració amb el partit i segueix amb el seu projecte. Al desembre de 1928, un mes abans del seu assassinat, durant una acalorada reunió al carrer de Mesones, l'última en la qual Mella participà, Vidali perd el control i s'acosta al cubà cridant-li: «No ho oblidis mai: de la Internacional se surt de dues maneres, o expulsat o mort!»
És obvi que Vidali tenia la missió de disciplinar-lo, la qual cosa, per descomptat, no prova que ell el matés, però l'assassinat mai no va ser aclarit, i la recerca que pretén posar-li el punt final no fa més que augmentar la suspicàcia de l'observador atent.

## Assassinat davant de testimonis
Julio Antonio Mella va ser assassinat la nit del 10 de gener de 1929 a la cantonada dels carrers d'Abraham González amb Morelos, de dos trets de revòlver calibre 38 (el tipus d'arma que Vittorio Vidali portava): la primera bala va travessar-li el colze esquerre i l'intestí, la segona va perforar un pulmó. El jutge Alfredo Pino Camara interrogà Tina Modotti i «la sorprèn en diverses contradiccions»: Modotti va declarar que qui va disparar des d'un automòbil en la foscor ho va fer mentre ella caminava agafada del braç esquerre de Mella, fet impossible perquè la primera bala el va ferir en aquest braç, i no va poder ser un acte sorpresa perquè Mella corria tractant d'escapar.
Va haver-hi tres testimonis dels fets: el forner Luis Herberiche, que es trobava a la porta de la seva fleca, i els joves Anacleto Rodríguez i José Flores, que estaven al portal de casa seva al carrer Abraham González. Els tres afirmen que van veure «a tres persones, dos homes i una dona», avançant des de Bucareli i discutint animadament, i que un dels dos homes va treure una pistola i va disparar mentre l'altre corria endavant. En l'acarament amb Tina Modotti, Herberiche va declarar: «No tinc cap motiu per enganyar a la justícia. Sóc un comerciant al que no li agrada veure's implicat en aquests fets. Sento molt desmentir a la senyora, però el que vaig dir és la veritat i ho sostinc».

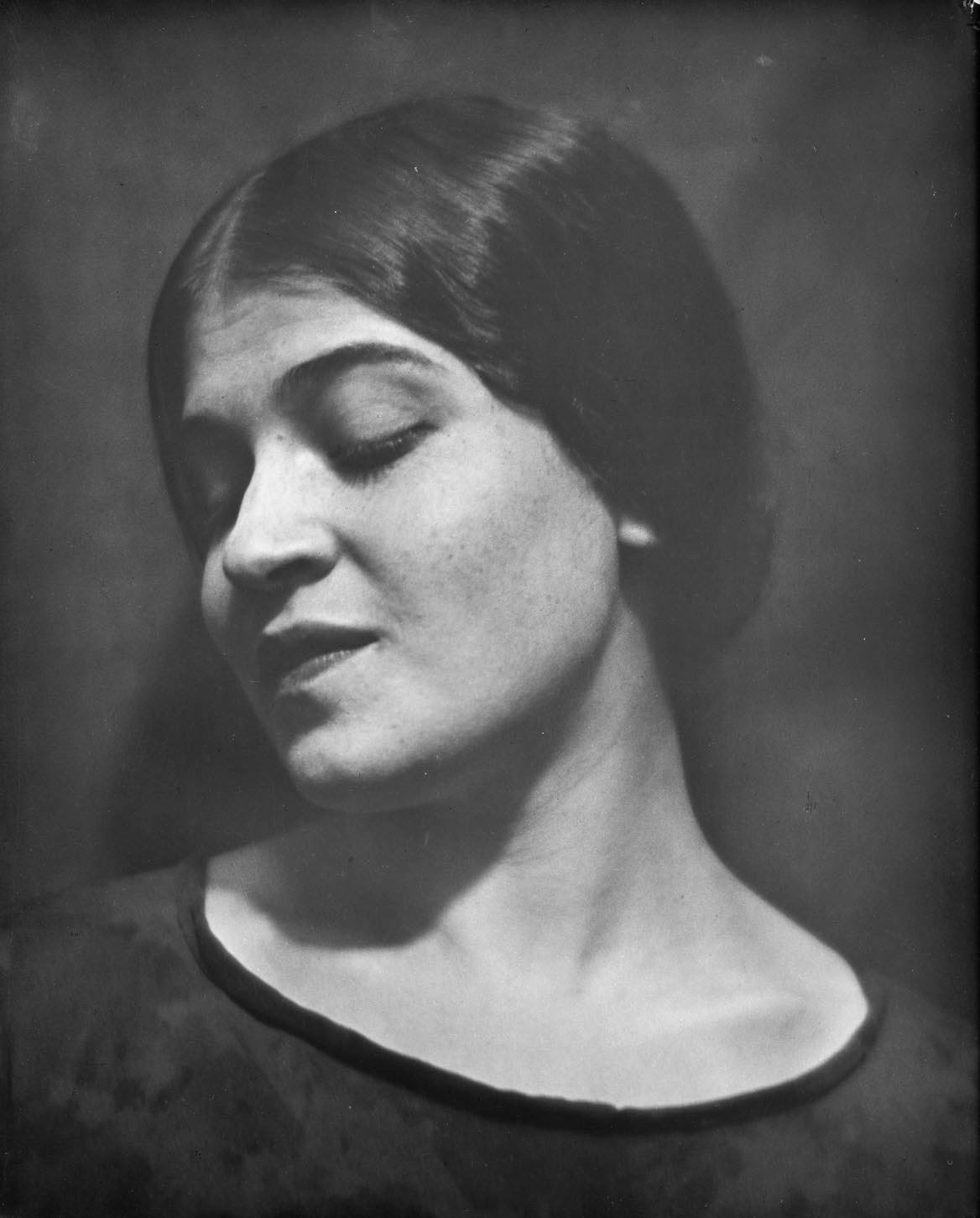
Tina Modotti

Tina Modotti va ser considerada com a sospitosa, amb el supòsit que coneixia l'assassí o n'era el seu còmplice. Però això va fer que el cas derivés cap a un motiu passional, el clàssic triangle amorós, fet que va funcionar com a cortina de fum.
Observi's que la versió segons la qual Mella és pelat pels sicaris de Machado no té una altra base que la subministrada pels mateixos involucrats. Fins i tot les últimes paraules de Mella són recollides per Tina Modotti.
La policia, no obstant això, decideix descartar les declaracions dels tres testimonis en favor de la de Modotti a causa que era «impossible que uns veïns haguessin pogut veure el que diuen haver vist el dijous una mica després de les nou, ja que la lluna era molt petita i baixa». Sense descartar la influència que les gestions de Diego Rivera (que era amic personal del President) a favor de Modotti van tenir en aquest resultat.
Tanmateix, és el propi president de Mèxic qui el 16 de gener (només 6 dies després) ordena mitjançant decret el tancament de les perquisicions. Qui va matar a Mella? La versió política s'imposa: uns fantasmagòrics agents enviats des de L'Havana, als qui ningú no va veure i cap testimoni no va poder situar en l'escena del crim. La policia s'espolsa el problema remetent-lo a l'estranger. Els comunistes tenen un màrtir. Tina Modotti queda lliure de sospites.
L'any 1941, pocs mesos abans de la seva mort, Tina Modotti va dir el següent de Vittorio Vidali a Jesús Hernández, que havia estat ministre del govern republicà espanyol: «No és més que un assassí, i em va arrossegar a un crim monstruós. L'odio amb tota la meva ànima. Però estic obligada a seguir-ho fins al final. Fins a la mort»
De Tina Modotti va dir Celia Hart: «no li perdono que tenint la fina sensibilitat d'una artista i havent estat estimada per l'home més bell, intel·ligent i revolucionari del seu temps, s'hagués lligat al fosc Vidali. Però Mella i no Vidali és qui està present i més viu que mai. Vidali romandrà gelat i sempre amb mala olor»
Irònicament, la mort de Modotti es va produir en un taxi la nit del 5 de gener de 1942, per «congestió visceral generalitzada», com resa l'acta de defunció, i no per un «atac de cor» com sempre va dir Vidali. La «congestió» va servir a la premsa per anunciar en primera pàgina: «Enverinada Tina Modotti, típica eliminació estalinista».
És molt probable que el misteri de l'assassinat de Mella no s'esclareixi mai. Cal assenyalar que Celia Hart no va descartar que el crim l'haguessin comès els serveis secrets estalinistes. L'assassinat de Mella il·lustra la complexitat d'aquells temps i mostra l'habilitat de Vidali per cobrir les seves petjades i entorpir les perquisicions. Oficialment, José Agustín López (de qui es diu no tenia cap afiliació política) va ser acusat de l'homicidi, però dos coneguts pistolers, Jose Magriñat i Antonio Sanabria, van ser també considerats sospitosos. Magriñat va ser arrestat i més tard posat en llibertat. Va ser ultimat a trets a Cuba pels comunistes el 1933, potser tancant el cercle.
Mai no s'ha explicat com aquells homes de Machado podien haver operat lliurement en un ambient tan polititzat com el de Ciutat de Mèxic. Per afegir encara més misteri, segons algunes fonts, Magriñat i Diego Rivera, qui acabava de tornar de Cuba, havien alertat a Mella que estava en perill.
El cos de Julio Antonio Mella va ser incinerat al Panteó Francès de la capital asteca i després es va organitzar el comiat de les cendres a l'Amfiteatre Bolívar de l'Escola Nacional Preparatòria, annexa a la Universitat Autònoma de Mèxic. Les seves cendres van ser traslladades a Cuba el 29 de setembre de 1933.